# Vápeník
Vápeník (in ungherese Mészégető) è un comune della Slovacchia facente parte del distretto di Svidník, nella regione di Prešov.